# 荒木隼人
荒木 隼人（あらき はやと、1996年8月7日 - ）は、大阪府門真市出身のプロサッカー選手。Jリーグ・サンフレッチェ広島所属。ポジションはディフェンダー（センターバック）。日本代表。

## 来歴
サンフレッチェ広島ユース、関西大学で主将を歴任し、関大ではリーグ優秀選手や関西学生選抜に選出された。2018年7月、ユース時代に過ごしたサンフレッチェ広島に内定した。
2019年にサンフレッチェ広島へ加入。2月19日に行われたAFCチャンピオンズリーグ・プレーオフのチェンライ・ユナイテッドFC戦でプロでの公式戦初出場を果たした。同年4月23日、ACL・グループF第4節の大邱FC戦でプロ初得点を記録した。ACLでの活躍が評価され、後半戦では3バックの一角（リベロ。ACL・ラウンド16鹿島戦の2ndレグから、荒木はこのポジションに定着した）としてレギュラーの座を奪いブレーク。11月には国際親善試合のベネズエラ戦に挑む日本代表戦に初招集された。
2021シーズンより、背番号を23番から大学時代にも背負った4へと変更。
2023年もシーズンを通して主力として活躍。最終節の福岡戦では後半アディショナルタイムにチームを3位に導くシーズン初得点を記録。尚、この得点にはチームメイトから「（2023年シーズン2OGを考慮し）これでマイナス1得点だね」とイジられる。
2024シーズンはリーグ戦27試合に出場して3得点をあげている。

## 人物・プレースタイル
- 恵まれた体格を生かした守備が持ち味で、攻守に渡って空中戦で強さを発揮する。1対1の対応やインターセプトも非凡[7]。

## 所属クラブ
- アクバスサッカークラブ（門真市立東小学校)
- ガンバ大阪門真ジュニア（門真市立東小学校）
- ガンバ大阪門真ジュニアユース（門真市立第四中学校）
- サンフレッチェ広島ユース（吉田高校）
- 関西大学（商学部）
  - 2018年8月 - 同年12月  サンフレッチェ広島（特別指定選手）
- 2019年 -  サンフレッチェ広島

## 個人成績
| 国内大会個人成績 | 国内大会個人成績 | 国内大会個人成績 | 国内大会個人成績 | 国内大会個人成績 | 国内大会個人成績 | 国内大会個人成績 | 国内大会個人成績 | 国内大会個人成績 | 国内大会個人成績 | 国内大会個人成績 | 国内大会個人成績 |
| 年度             | クラブ           | 背番号           | リーグ           | リーグ戦         | リーグ戦         | リーグ杯         | リーグ杯         | オープン杯       | オープン杯       | 期間通算         | 期間通算         |
| 年度             | クラブ           | 背番号           | リーグ           | 出場             | 得点             | 出場             | 得点             | 出場             | 得点             | 出場             | 得点             |
| 日本             | 日本             | 日本             | 日本             | リーグ戦         | リーグ戦         | リーグ杯         | リーグ杯         | 天皇杯           | 天皇杯           | 期間通算         | 期間通算         |
| ---------------- | ---------------- | ---------------- | ---------------- | ---------------- | ---------------- | ---------------- | ---------------- | ---------------- | ---------------- | ---------------- | ---------------- |
| 2019             | 広島             | 23               | J1               | 24               | 2                | 1                | 0                | 1                | 0                | 26               | 2                |
| 2020             | 広島             | 23               | J1               | 33               | 1                | 1                | 0                | -                | -                | 34               | 1                |
| 2021             | 広島             | 4                | J1               | 36               | 2                | 2                | 0                | 0                | 0                | 38               | 2                |
| 2022             | 広島             | 4                | J1               | 31               | 2                | 10               | 1                | 6                | 0                | 47               | 3                |
| 2023             | 広島             | 4                | J1               | 32               | 1                | 4                | 0                | 2                | 0                | 38               | 1                |
| 2024             | 広島             | 4                | J1               | 27               | 3                | 5                | 0                | 3                | 0                | 35               | 3                |
| 通算             | 日本             | 日本             | J1               | 183              | 11               | 23               | 1                | 12               | 0                | 218              | 12               |
| 総通算           | 総通算           | 総通算           | 総通算           | 183              | 11               | 23               | 1                | 12               | 0                | 218              | 12               |

- 2018年は特別指定選手（出場なし）

| 国際大会個人成績 | 国際大会個人成績 | 国際大会個人成績 | 国際大会個人成績 | 国際大会個人成績 |
| 年度             | クラブ           | 背番号           | 出場             | 得点             |
| AFC              | AFC              | AFC              | ACL              | ACL              |
| ---------------- | ---------------- | ---------------- | ---------------- | ---------------- |
| 2019             | 広島             | 23               | 7                | 1                |
| 2024-25          | 広島             | 4                | 5                | 1                |
| 通算             | AFC              | AFC              | 12               | 2                |

その他の国際公式戦
- 2019年
  - AFCチャンピオンズリーグ・プレーオフ 1試合0得点

出場歴
- 公式戦初出場 - 2019年2月19日 ACL予選プレーオフ vsチェンライ・ユナイテッドFC（広島広域公園陸上競技場）
- Jリーグ初出場 - 2019年3月9日 J1第3節 vsセレッソ大阪（ヤンマースタジアム長居）
- 公式戦初得点 - 2019年4月23日 ACLグループリーグ第4節 vs大邱FC（大邱フォレストアレーナ）
- Jリーグ初得点 - 2019年7月13日 J1第19節 vsサガン鳥栖（駅前不動産スタジアム）

## タイトル

### クラブ
サンフレッチェ広島
- Jリーグカップ：1回（2022年）

### 代表
- EAFF E-1サッカー選手権：2回（2022年、2025年）

## 代表歴
- 国際Aマッチ初出場 - 2022年7月24日 EAFF E-1サッカー選手権2022 vs中国代表（豊田スタジアム）

### 出場大会
- 関西学生選抜（2017年、2018年）
- 日本代表
  - キリンチャレンジカップ（2019年）
  - EAFF E-1サッカー選手権（2022年、2025年）

### 試合数
- 国際Aマッチ 3試合 0得点（2022年 - ）

| 日本代表 | 国際Aマッチ | 国際Aマッチ |
| 年       | 出場        | 得点        |
| -------- | ----------- | ----------- |
| 2022     | 1           | 0           |
| 2025     | 2           | 0           |
| 通算     | 3           | 0           |

### 出場
| No. | 開催日        | 開催都市 | スタジアム         | 対戦国 | 結果 | 監督   | 大会                       |
| --- | ------------- | -------- | ------------------ | ------ | ---- | ------ | -------------------------- |
| 1.  | 2022年7月24日 | 豊田     | 豊田スタジアム     | 中国   | △0-0 | 森保一 | EAFF E-1サッカー選手権2022 |
| 2.  | 2025年7月8日  | 龍仁     | 龍仁ミルスタジアム | 香港   | ○6-1 | 森保一 | EAFF E-1サッカー選手権2025 |
| 3.  | 2025年7月15日 | 龍仁     | 龍仁ミルスタジアム | 韓国   | ○1-0 | 森保一 | EAFF E-1サッカー選手権2025 |